# Otto II Jednooki
Otto II Jednooki (ur. ok. 1385, zm. 1463 w Uslar) – książę Brunszwiku-Getyngi od 1394 r. z dynastii Welfów.

## Życiorys
Otto był jedynym synem księcia brunszwickiego na Getyndze Ottona I i Małgorzaty z Bergu. Gdy w 1394 roku zmarł ojciec, Otto był dzieckiem i rządy opiekuńcze objął jego kuzyn, książę Brunszwiku Fryderyk. Już w 1395 roku Otto obiecał Fryderykowi, że jeśli umrze, nie pozostawiając dziedzica, to Fryderyk odziedziczy po nim księstwo.
W 1398 roku Otto objął samodzielne rządy. Był to dla księstwa okres pokoju, w przeciwieństwie do czasu panowania jego ojca. Otto dbał o porządek publiczny, bezlitośnie tępił rozbójnictwo. Wspierał miasta. Po śmierci Fryderyka Otto zawarł układ o dziedziczeniu z jego Henrykiem i Bernardem. Mimo pokojowych rządów nie potrafił jednak wyprowadzić księstwa z długów pozostawionych przez ojca. Cierniem były spory rodzinne, chorowitość samego księcia oraz brak męskiego potomka. To wszystko spowodowało, że w 1435 roku postanowił oddać rządy w ręce stanów swego księstwa.
To zaniepokoiło jego męskich krewnych, którzy mieli po nim dziedziczyć księstwo. Kolejny kuzyn, Wilhelm I, zaoferował mu 10 tys. marek na spłatę zadłużenia w zamian za oddanie mu księstwa. Układem z 1437 roku Otto odstąpił Wilhelmowi księstwo i pozostawiając sobie jedynie zamek i miasto Uslar. To jednak wywołało sprzeciw innych kuzynów i spory trwające do 1442 r. Wilhelm pozostał administratorem księstwa Getyngi w imieniu Ottona aż do jego śmierci w 1463 roku. Wraz z nią wygasła getyńska linia Welfów.
Żoną Ottona była od 1408 roku Agnieszka, córka landgrafa heskiego Hermana II Uczonego (a zarazem siostra pierwotnej narzeczonej Ottona, Elżbiety, zmarłej jednak przed zamążpójściem).